# Horch 901
Horch 901 - середньорозмірний позашляховий автомобіль, що застосовувався вермахтом у роки Другої світової війни. Розроблено заводом Horch у місті Цвіккау у 1935—1936 роках за завданням управління озброєнь сухопутних сил. Мав незалежну підвіску і повний привод.

## Історія
Моторизація рейхсверу та вермахту спочатку проводилася закупівлями цивільного транспорту, адаптованого до використання армійськими частинами. У 1933 році було проведено класифікацію автотранспорту, що розділяє його на три основні категорії: легкові (об'єм двигуна до 1,5 л), середні (об'єм двигуна від 1,5 до 3 л) та важкі (об'єм двигуна від 3 л). У 1934 році було прийнято рішення про заміну автомобілів даних класів на спеціально розроблені для армії автотранспортні засоби.
Під час переозброєння вермахту в 1935 році основний акцент був зроблений на оснащення моторизованих частин новими автомобілями. З приходом нацистської партії до влади в 1934 році обсяг коштів, що виділяються на моторизацію, збільшився. У тому ж році розпочалася програма розробки стандартного шасі для армійських підрозділів. Метою програми були досягнення максимально можливої прохідності, широка уніфікація та стандартизація автомобільних компонентів, а також застосування нових технологій у галузі автомобілебудування, щоб забезпечити тривале виробництво транспортних засобів без глобальних змін у конструкції.

## Виробництво
У період з 1937 по 1943 рік компанія Horch поставила у збройні сили нацистської Німеччини 14 911 автомобілів, оснащених двома різними двигунами: Рання модель була оснащена V-подібним двигуном Horch з потужністю 80 к.с. і робочим об'ємом 3,5 л від цивільного автомобіля Horch 830, а пізніша версія автомобіля - V-подібним двигуном Horch потужністю 90 к.с. та робочим об'ємом 3,8 л.
За той же період заводи компанії Wanderer випустили близько 16 000 автомобілів Horch 901 з двигунами Horch V8 і шестициліндровим рядним двигуном фірми Opel потужністю 75 к.с.
Завод компанії Opel у період з 1938 по 1943 рік виробив за ліцензією не менше 3860 автомобілів з шестициліндровими двигунами Opel. Дані автомобілі одержали позначення Opel Type mPl.

## Опис
Перші автомобілі Horch 901 (виробництва 1937 року) відрізнялися від моделей пізнішого випуску більш довгими крилами, а також відсутністю бампера та ящиків для зберігання протиковзних ланцюгів, що з'явилися пізніше. Одним з технічних рішень для більшої прохідності у перших версії стали два обертових запасних колеса, які використовували як опорні, встановлені в центрі кузова з кожного боку. Для використання опорних коліс була потрібна додаткова, паралельна рамі вісь, яка зменшувала доступний простір в автомобілі.
Водій та передній пасажир мали окремі сидіння, а ззаду розташовувалася вузька лава на 2-3 особи. Стандартна версія мала критий брезентовий верх, який можна було відкинути назад, та підйомні вікна.
У 1940 році додаткова вісь була прибрана, а кузов розширено. Внутрішній простір розширився. Крім того, запасне колесо почало розташовуватися з правого боку.